# Жёлтая река (концерт)
«Жёлтая река» — концерт для фортепиано с оркестром композитора Инь Ченцзуна на темы одноимённой кантаты Сян Синьхая, самое известное в мире и наиболее часто исполняемое произведение китайской классической музыки. Виртуозное, технически предельно сложное сочинение, отличающееся принципиальным уважительным следованием традициям европейского и русского фортепианного концерта. Самые известные записи концерта принадлежат Ланг Лангу.
Концерт был написан известным китайским пианистом и композитором Инь Ченцзуном с использованием музыкального материала кантаты Сянь Синьхая (1905—1945) «Жёлтая река».
В концерте четыре части:
- «Песня лодочников на Жёлтой реке»
- «Ода Жёлтой реке»
- «Жёлтая река в гневе»
- «Защита Жёлтой реки».